# UFC: Fight For The Troops 2
UFC Fight for the Troops 2 (conosciuto anche come UFC Fight Night 23), è stato un evento di arti marziali miste tenuto dalla Ultimate Fighting Championship il 22 gennaio 2011 a Fort Hood, vicino Killeen, negli Stati Uniti. Questa è la terza volta che un evento UFC viene tenuto all'interno di una base militare statunitense, dopo UFC Fight Night 7 e UFC: Fight for the Troops.

## Risultati
|                             | Divisione       |                   |                 |                 | Metodo                                   | Round           | Tempo           | Premio          |
| Card Principale             | Card Principale | Card Principale   | Card Principale | Card Principale | Card Principale                          | Card Principale | Card Principale | Card Principale |
| --------------------------- | --------------- | ----------------- | --------------- | --------------- | ---------------------------------------- | --------------- | --------------- | --------------- |
|                             | Pesi leggeri    | Melvin Guillard   | batte           | Evan Dunham     | KO tecnico (ginocchiate)                 | 1               | 2:58            | KOTN            |
|                             | Pesi massimi    | Matt Mitrione     | batte           | Tim Hague       | KO tecnico (pugni)                       | 1               | 2:59            |                 |
|                             | Pesi piuma      | Mark Hominick     | batte           | George Roop     | KO tecnico (pugni)                       | 1               | 1:28            |                 |
|                             | Pesi massimi    | Patt Berry        | batte           | Joey Beltran    | Decisione unanime (30-27, 29-28, 29-28)  | 3               | 5:00            |                 |
|                             | Pesi leggeri    | Matt Wiman        | batte           | Cole Miller     | Decisione unanime (29-28, 30-27, 30-27)  | 3               | 5:00            |                 |
| Card Preliminare (Facebook) |                 |                   |                 |                 |                                          |                 |                 |                 |
|                             | Pesi leggeri    | Yves Edwards      | batte           | Cody McKenzie   | Sottomissione tecnica (rear-naked choke) | 2               | 4:33            | FOTN, SOTN      |
|                             | Pesi welter     | DaMarques Johnson | batte           | Mark Guymon     | Sottomissione verbale (body triangle)    | 1               | 3:22            |                 |
|                             | Pesi piuma      | Rani Yahya        | batte           | Mike Brown      | Decisione unanime (30-27, 29-28, 29-28)  | 3               | 5:00            |                 |
|                             | Pesi leggeri    | Waylon Lowe       | batte           | Willamy Freire  | Decisione unanime (29-28, 29-28, 29-28)  | 3               | 5:00            |                 |
| Card Preliminare            |                 |                   |                 |                 |                                          |                 |                 |                 |
|                             | Pesi welter     | Charlie Brenneman | batte           | Amilcar Aves    | Decisione unanime (30-27, 30-27, 30-27)  | 3               | 5:00            |                 |
|                             | Pesi gallo      | Chris Cariaso     | batte           | Will Campuzano  | Decisione unanime (29-28, 29-28, 29-28)  | 3               | 5:00            |                 |

## Premi
I lottatori premiati ricevettero un bonus di 30.000 dollari.
Legenda:
- FOTN: Fight of the Night (vengono premiati entrambi gli atleti per il miglior incontro dell'evento)
- KOTN: Knockout of the Night (viene premiato il vincitore per il migliore knockout dell'evento)
- SOTN: Performance of the Night (viene premiato il vincitore per la migliore sottomissione dell'evento)